# 石津神社
石津神社（いしづじんじゃ）は、大阪府堺市堺区石津町にある神社。和泉国の式内社。石津大社とも呼ばれる。「日本最古の戎宮」と称している。えびす神は一般的に耳が遠いとされており、石津神社では本殿横に木槌で叩いて願い事を唱える板が設置されている。大祓（おおはらえ）の時期には茅の輪が備えられる。

## 歴史
社伝では、八重事代主神が五色の石を携えてこの地に降臨したとしており、そこから石津の地名ができたという。孝昭天皇7年8月10日に勅願により創建されたという式内社石津太神社（いわつのおおじんじゃ）に比定されている。石津太神社については、同市西区浜寺石津町中の石津太神社（いわつたじんじゃ）も論社となっており、元々はどちらかが本社、どちらかが御旅所か分社であったと考えられている。両社とも八重事代主神（戎神）降臨の地として、「日本最古の戎宮」を称している。
八重事代主神が携えた石は神社の前に埋められており、天変地異のある時には地面から出て浮き上がると伝えられる。また、蛭子命が漂着されたと伝承される御旅所は石津川北岸の元海岸の地にある。
垂仁天皇の時代に天穂日神の子孫である野見宿禰が神主となったとしている。
江戸幕府将軍徳川綱吉より元禄10年（1697年）に朱印地を賜り、河内四郡及び堺の付近は悉く当社の氏子とされたという。
1909年（明治42年）の神社合祀で、神石村大字市の六所神社を合祀し、相殿神として祀られている。

## 祭神
- 主祭神 - 八重事代主神、大己貴神、天穂日神
- 相殿神 - 誉田別神、伊邪那美神、白山比賣神、水分神、高野神、高龗神

## 境内
- 本殿
- 拝殿
- 猿田彦社 - 祭神：猿田彦神
- 社務所
- 神輿庫
- 天満宮 - 祭神：菅原道真
- 宿禰神社 - 祭神：野見宿禰、石津王命
- 楠社
- クスノキ3本 - 堺市保存樹木。
- オガタマノキ - 堺市保存樹木。

## 神紋

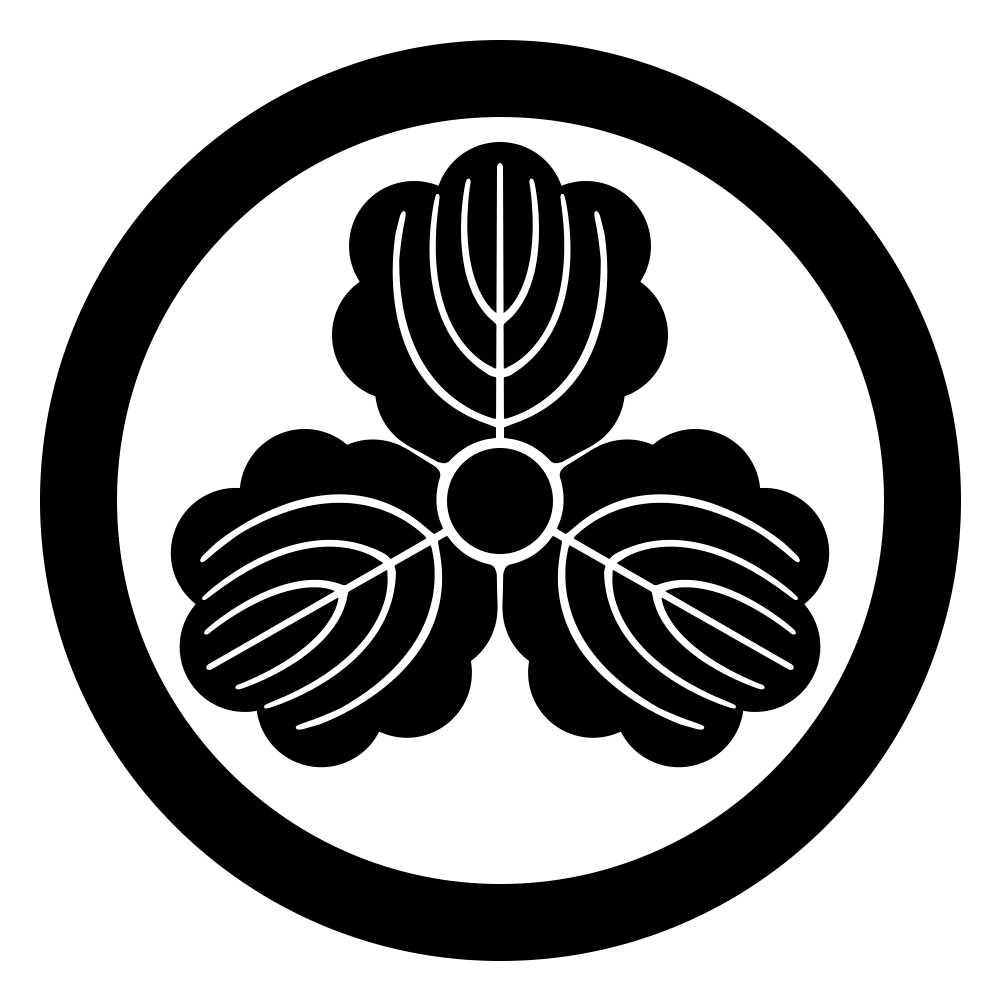
まるにみつかしわ 丸に三つ柏

## アクセス
- バス（南海バス）
  - 堺東駅前から鳳西町南行きで石津神社前下車。
- 鉄道
  - 阪堺線 石津停留場から徒歩7分
  - 南海本線 石津川駅から徒歩10分